# Prison de Koutoukalé

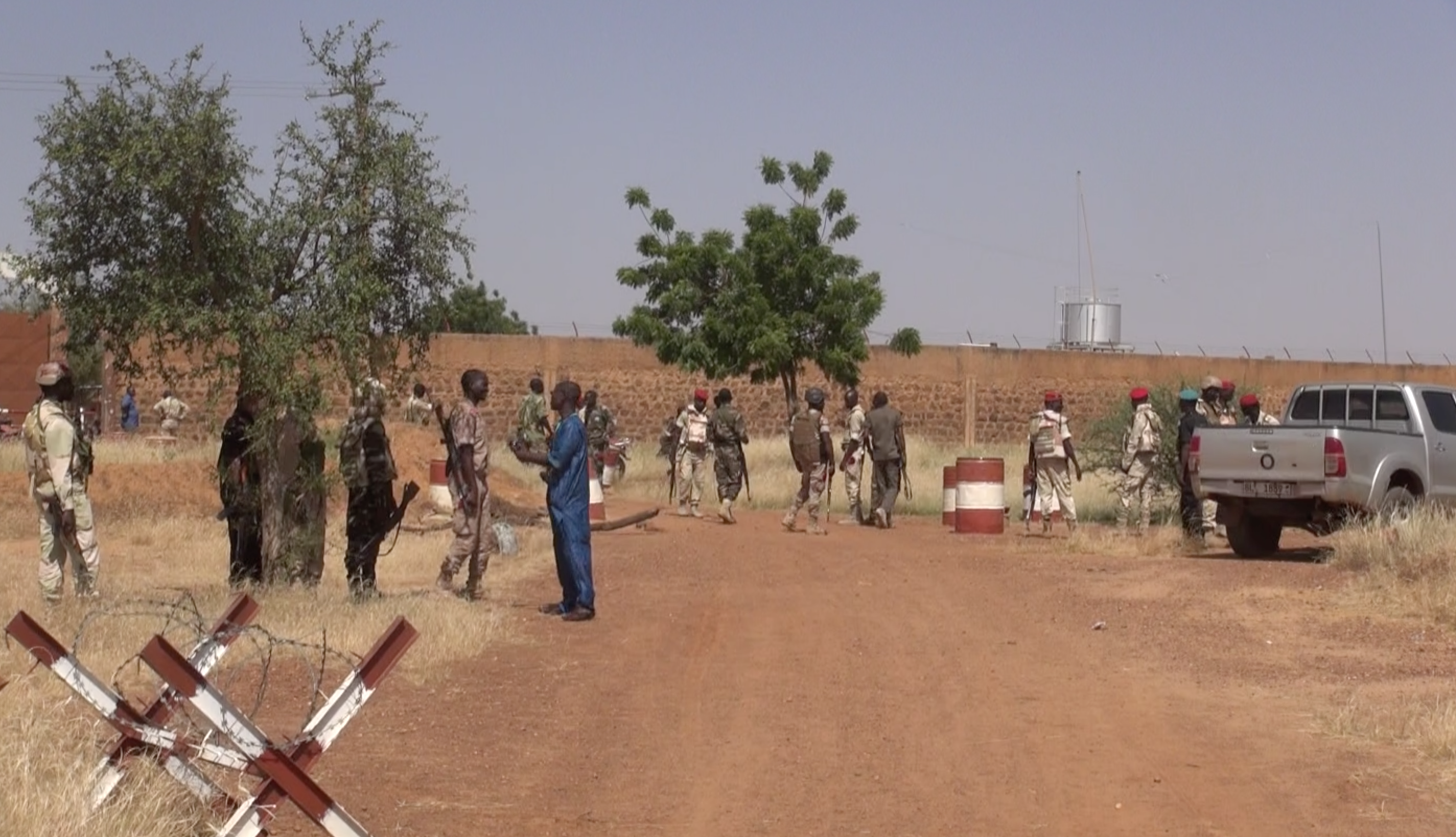
La prison de Koutoukalé en 2016, quelques heures après l'attaque de l'EIGS.

La prison de Koutoukalé ou Maison centrale de haute sécurité de Koutoukalé est une prison de haute sécurité située à une cinquantaine de kilomètres au nord-ouest de Niamey, au Niger.
Considérée comme la plus sûre du pays, de nombreux membres du groupe nigérian Boko Haram et de groupes djihadistes sahéliens y sont détenus.
Sa sécurité est assurée par la Garde nationale du Niger.

## Situation
La prison se trouve dans une zone broussailleuse sans aucun bâtiment aux alentours. Elle est reliée à la route nationale 1 par une piste, volontairement laissée non bitumée et difficilement carrossable, située à quelques kilomètres d'une route nationale.

## Incidents
- En octobre 2016, la prison subit une attaque de combattant de l'État islamique dans le Grand Sahara[1] venus à moto et munis d'explosifs[3]. Le bilan de l'attaque de la prison de Koutoukalé est d'un mort et quelques blessés chez les assaillants[4]
- Le 13 mai 2019, une dizaine de djihadistes, qui avaient profité du jour du marché du village de Koutoukalé pour se cacher dans la population, lancent une attaque contre la prison mais sont repoussés par les forces de sécurité[3]. L'attaque fait un mort parmi la garde nationale du Niger[2]. Surtout, la patrouille partie traquer les assaillants tombe le lendemain dans l'embuscade de Baley Beri, qui aboutit à la mort de 27 militaires.
- Le 11 juillet 2024, de nombreux détenus se mutinent et parviennent à s'évader[5]. Environ 200 personnes étaient alors emprisonnées à Koutoukalé, pour terrorisme, trafic de drogue ou divers autres crimes[5].